# Valarto
Valarto fue una localidad de la provincia de Segovia, perteneciente a la Comunidad de Villa y Tierra de Cuéllar, actual comunidad autónoma de Castilla y León, España.
Se hallaba enclavado al norte de Vallelado, donde el Valle de Valdelacasa confluye con el páramo, cerca de la conjunción con los términos de San Miguel del Arroyo y San Cristóbal de Cuéllar.
Debió quedar despoblado tempranamente, con seguridad antes de 1528, pues no figura en el censo de población de la Comunidad de Villa y Tierra de Cuéllar.
Su nombre pervivió como topónimo para designar al paraje donde estuvo situado, y a una fuente en sus inmediaciones. El cabildo eclesiástico que integraba a los curas de varios pueblos de la zona llevaba el nombre de Cabildo de Valarto.